# Бжозе (Бродницький повіт)
Бжозе (пол. Brzozie, нім. Altbrosen) — село в Польщі, у гміні Бжозе Бродницького повіту Куявсько-Поморського воєводства.
Населення — 1114 осіб (2011).
У 1975-1998 роках село належало до Торунського воєводства.

## Демографія
Демографічна структура станом на 31 березня 2011 року:
|          | Загалом | Допрацездатний вік | Працездатний вік | Постпрацездатний вік |
| -------- | ------- | ------------------ | ---------------- | -------------------- |
| Чоловіки | 576     | 148                | 385              | 43                   |
| Жінки    | 538     | 129                | 316              | 93                   |
| Разом    | 1114    | 277                | 701              | 136                  |